# Weisswasser
Weißwasser eller Weisswasser (officiellt: Weisswasser, högsorbiska: Běła Woda, lågsorbiska: Běły Wóda) är en stad (Große Kreisstadt) i Landkreis Görlitz i förbundslandet Sachsen i Tyskland.

## Sport
I staden finns ishockeylaget EHC Lausitzer Füchse, som under den östtyska tiden hade stora framgångar, och vann 25 östtyska mästerskap.

## Kända personer från staden
- Christa Luding-Rothenburger (f. 1959), skridskoåkare och cyklist
- Gerhard Froboess (1906–1976), kompositör
- Günter Schubert (f. 1938), skådespelare
- Hans Jürgen Wenzel (f. 1939), kompositör och dirigent
- Mirko Lüdemann (f. 1973), ishockeyspelare
- Rudolf Lange (1910–1945), SS-officer

## Vänorter
- Brühl (Rheinland) i NRW, Tyskland
- Żary (tyska: Sorau) i Polen

|            |
| Weißwasser |

|                                                    |
| Matthias Wikström gör mål för EHC Lausitzer Füchse |